# Tigerspring
Tigerspring er en betegnelse, der anvendes til at beskrive en periode, hvor spædbørn og babyer gennemgår en hurtig udvikling både fysisk og mentalt. Dette kan være en udfordrende tid for både barnet og forældrene, da det medfører ændringer i søvnmønstre, spisevaner og humør. Under et tigerspring kan der også være øget uro, vanskeligheder med at sove og spise samt øget gråd. Tigerspring er kendetegnet ved betydelige fremskridt inden for fysisk, kognitiv og følelsesmæssig udvikling på kort tid. Det er en naturlig del af barnets udvikling, men kan være krævende og udfordrende for både barnet og forældrene.